# 左右紅藍綠
《左右紅藍綠》是香港電台電視部製作的時事資訊節目，是一個嘉賓主持發表個人意見的政論節目。

## 歷史
《左右紅藍綠》於2008年3月3日啟播，取代香港電台電視部另一節目《五稜鏡》。節目名稱的「左右」代表左派、右派；「紅藍綠」除了是三原色外，也分別代表中國共產黨、泛藍及泛綠，意味著該節目注重台灣海峽兩岸關係。

## 爭議

### 2020年4月教大講師蔡俊威批評警察言論引起爭議
2020年4月，通訊局接到逾300名市民投訴，稱在2019年11月20日播放的節目「評警方圍攻大學校園事件」，嘉賓主持香港教育大學亞洲及政策研究學系講師蔡俊威的批評警方「血腥圍攻」中大和「以市民和學生作活靶」的言論偏頗，煽動對政府或警方的仇恨。通訊局向港台發出嚴重警告，而港台表示尊重通訊局裁決，並一早已移除節目網上版本。民主黨立法會議員許智峯認為裁決將嚴重剝奪巿民言論自由，港台及受影響者應就裁決提出上訴。
但事件其後引發學術自主爭議。2020年4月27日，警務處處長鄧炳強向香港教育大學校長張仁良發信，要求跟進事件有關言論，指其挑動仇警情緒。鄧有關言論引起公眾嘩然，民主黨立法會議員許智峯表示關注，表示他會發信予公務員事務局要求跟進鄧的行為。與此同時，高教公民指責鄧公然侵犯學術自由和院校自主，公民社會必須緊決抵抗。因此發起「一人一信 支持蔡俊威」行動，要求張公正處理蔡的個案，守護學術自由和院校自主，同時亦呼籲全香港巿民參與聯署。另外，香港9間大學學生會亦發起聯合聲明，譴責香港警察粗暴干預學術自由。

### 批評警察而被通訊局發出警告
2020年4月，香港警隊向港台投訴2019年9月至11月期間播出的四集內容，分別為8.31太子站事件、10.1荃灣開槍、10.7事件（馬鞍山新港城保安被捕）和11.11西灣河開槍。到同年9月22日，通訊局裁定四集《左右紅藍綠》的投訴成立，向港台發警告，認為節目未有讓警方進行回應。而有關內容現已下架。一位資深港台電視部人員透露，過往批評香港政府、甚至大陸政府都可以，但只要牽涉「警察執法」的內容，都會觸碰到「紅線」，讓空間不斷收窄。

### 停播
2020年8月，港台決定以新節目取代《左右紅藍綠》。而網上最後上載到集數是2020年7月24日，由浸會大學副教授、前立法會議員陳家洛主講的〈國際視野：評波蘭總統大選的結果及地緣政治影響〉。